# Bundestagswahlkreis München-Mitte
Der Bundestagswahlkreis München-Mitte war von 1965 bis 2002 einer von fünf Bundestagswahlkreisen in der bayerischen Landeshauptstadt München. Er umfasste in unterschiedlichen Abgrenzungen die innerstädtischen Stadtbezirke von München. Seit der Neueinteilung der bayerischen Wahlkreise im Jahr 2002 besitzt München wie schon von 1949 bis 1965 nur noch vier Wahlkreise. Das Gebiet des Wahlkreises München-Mitte wurde auf die Wahlkreise München-West/Mitte, München-Nord, München-Ost und München-Süd aufgeteilt.

## Wahlkreisgeschichte
| Wahl | Wahlkreissieger             | Partei | Erststimmen | Wahlkreisname     | Gebiet |
| ---- | --------------------------- | ------ | ----------- | ----------------- | --- |
| 1965 | Konstantin Prinz von Bayern | CSU    | 45,2 %      | 204 München-Mitte | Altstadt, Lehel, Ludwigsvorstadt, Isarvorstadt, Maxvorstadt, Schwabing-West                                           |
| 1969 | Manfred Schmidt             | SPD    | 48,4 %      | 204 München-Mitte | Altstadt, Lehel, Ludwigsvorstadt, Isarvorstadt, Maxvorstadt, Schwabing-West                                           |
| 1972 | Manfred Schmidt             | SPD    | 49,9 %      | 204 München-Mitte | Altstadt, Lehel, Ludwigsvorstadt, Isarvorstadt, Maxvorstadt, Schwabing-West                                           |
| 1976 | Hans Klein                  | CSU    | 46,2 %      | 204 München-Mitte | Altstadt, Lehel, Ludwigsvorstadt, Isarvorstadt, Maxvorstadt, Schwabing-West, Untersendling, Neuhausen                 |
| 1980 | Manfred Schmidt             | SPD    | 45,6 %      | 203 München-Mitte | Altstadt, Lehel, Ludwigsvorstadt, Isarvorstadt, Maxvorstadt, Schwabing-West, Untersendling, Neuhausen                 |
| 1983 | Manfred Schmidt             | SPD    | 44,0 %      | 203 München-Mitte | Altstadt, Lehel, Ludwigsvorstadt, Isarvorstadt, Maxvorstadt, Schwabing-West, Untersendling, Neuhausen                 |
| 1987 | Hans Klein                  | CSU    | 40,2 %      | 203 München-Mitte | Altstadt, Lehel, Ludwigsvorstadt, Isarvorstadt, Maxvorstadt, Schwabing-West, Untersendling, Neuhausen                 |
| 1990 | Ulrike Mascher              | SPD    | 38,1 %      | 203 München-Mitte | Altstadt, Lehel, Ludwigsvorstadt, Isarvorstadt, Maxvorstadt, Schwabing-West, Untersendling, Neuhausen                 |
| 1994 | Ulrike Mascher              | SPD    | 40,8 %      | 203 München-Mitte | Altstadt, Lehel, Ludwigsvorstadt, Isarvorstadt, Maxvorstadt, Schwabing-West, Untersendling, Neuhausen, Haidhausen, Au |
| 1998 | Ulrike Mascher              | SPD    | 45,2 %      | 203 München-Mitte | Altstadt, Lehel, Ludwigsvorstadt, Isarvorstadt, Maxvorstadt, Schwabing-West, Untersendling, Neuhausen, Haidhausen, Au |